# 139
139 (CXXXIX na numeração romana) foi um ano comum do século II do Calendário Juliano, da Era de Cristo, a sua letra dominical foi E (52 semanas), teve início e fim numa quarta-feira.  Segundo o horóscopo chinês, foi o ano do Coelho.
| Ano completo                        |
| ----------------------------------- |
| Ano comum com início à quarta-feira |

## Eventos
- Quinto Servílio Cipião reabre as hostilidades e manda assassinar Viriato.

## Mortes
- Zhang Heng, polímata chinês.